# Polymetme illustris
Polymetme illustris és una espècie de peix pertanyent a la família Phosichthyidae.

## Descripció
- Pot arribar a fer 14,8 cm de llargària màxima.
- 11 radis tous a l'aleta dorsal i 27-30 a l'anal.
- 42-44 vèrtebres.
- 16-17 fotòfors per damunt de l'aleta anal.[5][6]

## Hàbitat
És un peix marí, batidemersal i de clima temperat que viu entre 230 i 822 m de fondària a la plataforma i el talús continentals.

## Distribució geogràfica
Es troba des de l'Índic oriental fins al Pacífic occidental: Austràlia.

## Observacions
És inofensiu per als humans.